# Wiener Medizinische Schule
Wiener Medizinische Schule, kurz auch Wiener Schule genannt, bezeichnet zwei, zwischen dem zweiten Viertel des 18. und dem zweiten Viertel des 20. Jahrhunderts liegende bedeutende Zeiträume medizinischer Lehre und Forschung sowie praktizierter klinischer Medizin an den medizinischen Einrichtungen Wiens und deren von Wien ausgehenden Anwendung in Mittel- und Südosteuropa.

## Erste Wiener Medizinische Schule
Die erste Wiener Medizinische Schule (oder ältere Wiener Schule) begann 1745, als Erzherzogin Maria Theresia den Niederländer Gerard van Swieten als Leibarzt an den Wiener Hof holte. Auf Vorschläge van Swietens und finanziell unterstützt durch den Hof, wurde 1754 die erste „moderne“ Klinik Wiens gegründet. Als deren ersten Direktor berief man den Arzt Anton de Haen, wie van Swieten ein Schüler von Boerhaave. De Haens Nachfolger wurde Maximilian Stoll. Die Mediziner Leopold Auenbrugger und Anton Störck kamen als Assistenten an diese Klinik und führten später die medizinische Lehre und Forschung weiter. Weitere bedeutende klinische Lehrer, die aus der Schule hervorgingen waren laut Fischer Jacquin, Laugier, Collin und Palluci. Auch Marcus Anton von Plenciz wird zu dieser Schule gezählt.
Kaiser Joseph II. ließ 1784 das Erste Allgemeine Krankenhaus Wiens gründen. Nach anfänglichen Schwierigkeiten holte man Johann Peter Frank nach Wien, der es 1809 reorganisierte und damit der medizinischen Forschung wieder neue Möglichkeiten eröffnete. Der Frauenarzt Johann Lukas Boër etablierte die Geburtshilfe als eigenständiges Fach und 1812 gründete der Augenarzt Georg Joseph Beer den ersten Lehrstuhl für Ophthalmologie an der Universität Wien.
Es vollzog sich ein Paradigmenwechsel von der naturphilosophischen zur naturwissenschaftlichen Methode und der Beginn einer neuen Epoche.

## Zweite Wiener Medizinische Schule

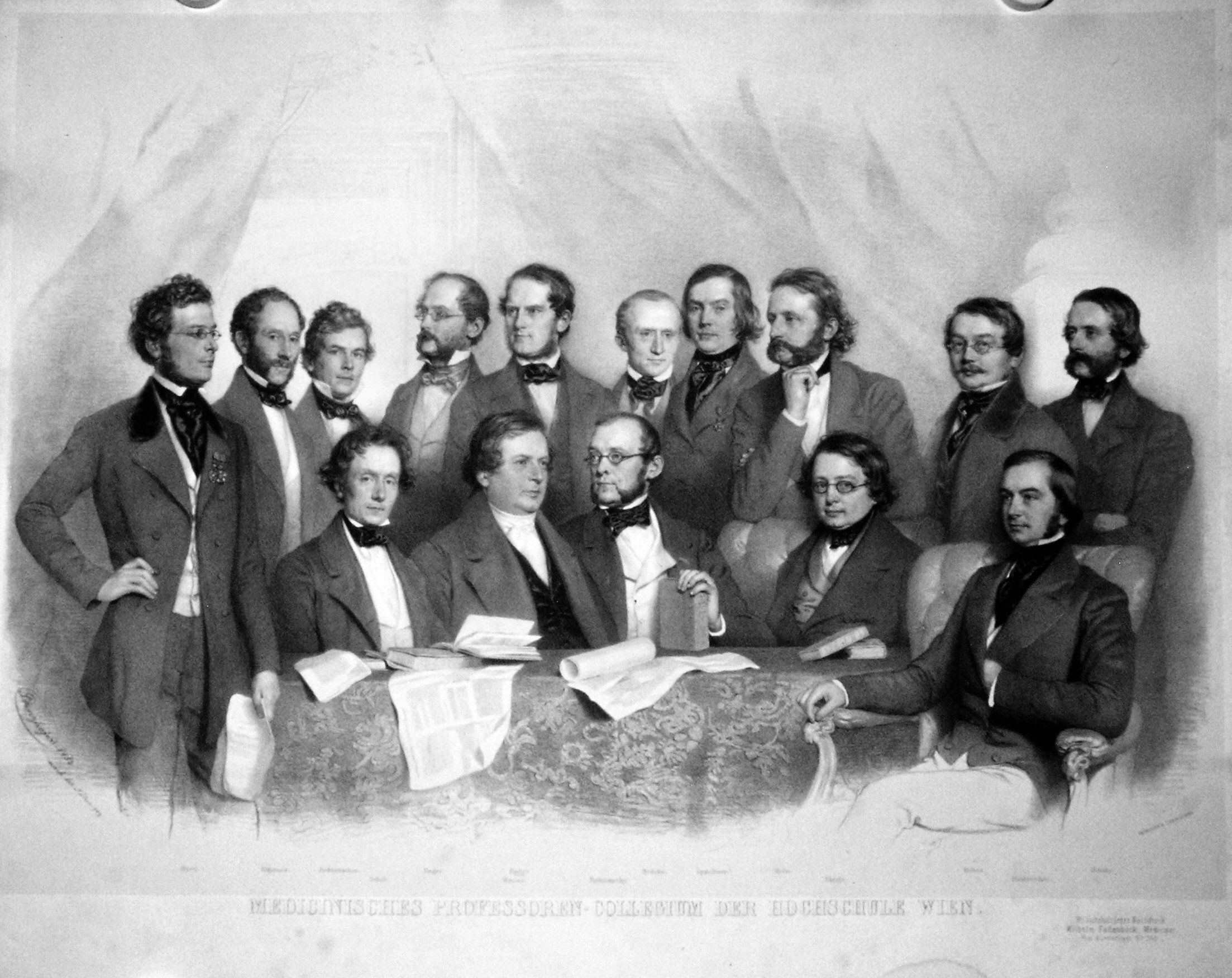
Medicinisches Professoren-Collegium der Hochschule Wien, Lithographie von August Prinzhofer, 1855

Die zweite Wiener Medizinische Schule wird auch jüngere Wiener genannt. Der seinerzeit führende, aber noch eine Art Humoralpathologie der „Krasen“ vertretende Pathologe Carl von Rokitansky sah sich zwar als Konkurrent von Rudolf Virchow, aber zusammen mit Josef von Škoda, der die Befunde der Auskultation und Perkussion an der Leiche mit besonderer Sorgfalt kontrollierte, war Rokitansky einer der ersten, der die Theorien von Ignaz Philipp Semmelweis befolgte. Hier ist auch der Dermatologe Ferdinand von Hebra zu nennen.
Der Psychiater Theodor Meynert, der Neurologe Ludwig Türck, der Psychiater und Neurologe Constantin von Economo, der Physiologe Johann Nepomuk Czermak u. v. a. lehrten und forschten als Dozenten an der Universität und an den Kliniken Wiens.
1867 kam der Chirurg Theodor Billroth nach Wien, der als „Schüler“ Joseph Listers galt, wo durch seine Lehrtätigkeit die chirurgische „Billroth-Schule“ entstand. Der Laryngologe Leopold Schrötter von Kristelli vergrößerte mit seinen Forschungen das Ansehen der Universitätsklinik Wiens. Eduard Jäger von Jaxtthal wirkte ebenfalls an dieser Klinik und konnte auf den Forschungen von Ernst Wilhelm von Brücke und Hermann von Helmholtz aufbauen. Die Augenärzte Carl Ferdinand von Arlt, Ernst Fuchs, Carl Stellwag von Carion und Carl Koller führten die wissenschaftliche Arbeit ihrer Vorgänger weiter und lehrten diese auch an der Universität. Johann von Oppolzer begründete die ganzheitliche Diagnose und Therapie. Daneben sind hier Joseph Barth, Adam Chenot, die Frauenärzte Friedrich Schauta und Ernst Wertheim, die Internisten Hermann Nothnagel und Samuel Siegfried Karl von Basch, der Pathologe Gustav Gärtner und der Psychiater Julius Wagner-Jauregg stellvertretend für viele andere Vertreter dieser Schule zu nennen.
Der Serologe Karl Landsteiner und der Physiologie Róbert Bárány wurden für ihre Forschungen jeweils mit einem Nobelpreis ausgezeichnet.
Der Begründer der modernen Orthopädie Adolf Lorenz, der Internist Karel Frederik Wenckebach und der Röntgenologe Guido Holzknecht schufen mit ihren Arbeiten die Basis für weiterführende Forschungen ebenso wie z. B. Leopold Freund oder der Kinderarzt Clemens von Pirquet.

## Zäsur
Mit dem Ersten Weltkrieg begann eine Zäsur der medizinischen Forschung in Wien, zumal in der Zwischenkriegszeit teilweise um Hungerlöhne gearbeitet und geforscht wurde.

## Zahnmedizinische Wissenschaftler
Die Zahnmediziner Bernhard Gottlieb (1885–1950), Rudolf Kronfeld (1901–1940), Balint Orbán (1889–1974), Joseph Peter Weinmann (1896–1960), Albin Oppenheim (1875–1945) und Harry Sicher (1889–1974) trugen zum Ruf der Wiener Schule durch ihre Grundlagenforschung bei. Ihre Namen sind vielen hierzulande nicht bekannt, erst in Amerika – nachdem sie wegen ihrer jüdischen Abstammung nach der Annexion Österreichs durch die Nationalsozialisten vertrieben worden sind – gelangten sie zu großem Ruhm und ihre wissenschaftlichen Tätigkeiten wurden hoch geschätzt und vielfach geehrt. Die Karrieren der Wiener zahnärztlichen Wissenschaftler haben die wissenschaftlichen Grundlagen der klinischen Zahnheilkunde in den Vereinigten Staaten gestärkt, zur Entwicklung der Forschung und der Forschungseinrichtungen beigetragen und das Fachgebiet um die orale Biologie erweitert.

## Verfolgung jüdischer Mediziner in der NS-Zeit
Einen weiteren schwerwiegenden Einschnitt stellte die Verfolgung und Verjagung der vielen jüdischen Mediziner im Zuge des „Anschlusses Österreichs“ an Hitler-Deutschland dar.